# Demiseksualitet
Demiseksualitet er betegnelsen for en seksuel orientering, hvor man kun føler seksuel tiltrækning over for personer, man først har dannet et stærkt følelsesmæssigt bånd til. Den fysiske tiltrækning kommer altså som følge af, at der først er opstået romantiske følelser, kærlighed eller venskab.
Betegnelsen er dannet, fordi demiseksuelle tænkes at være "midt imellem" seksuelle og aseksuelle. Betegnelsen blev dannet af netværket for aseksuelle Asexual Visibility and Education Network (AVEN) i 2006. Som andre seksuelle orienteringer er der tale om en indstilling, der formodentlig har eksisteret altid, men først er blevet synlig i takt med de internetbaserede sociale netværk, der er vokset frem i takt med de seneste årtiers informationsteknologi. Især kvinder menes at være demiseksuelle.
Nogle demiseksuelle har opfattet sig som aseksuelle, før de har oplevet det følelsesmæssige bånd, der har vækket deres seksuallyst.
LGBT+ Danmark anvender også begrebet "pandemiseksuel" (en sammentrækning af ordene "panseksuel" og "demiseksuel") til at betegne personer, der har en ikke-binær kønsforståelse, og hvor kønnet ikke har betydning for deres tiltrækning, forudsat at der er et følelsesmæssigt bånd.